# 제임스 핀레이슨 (1772년)

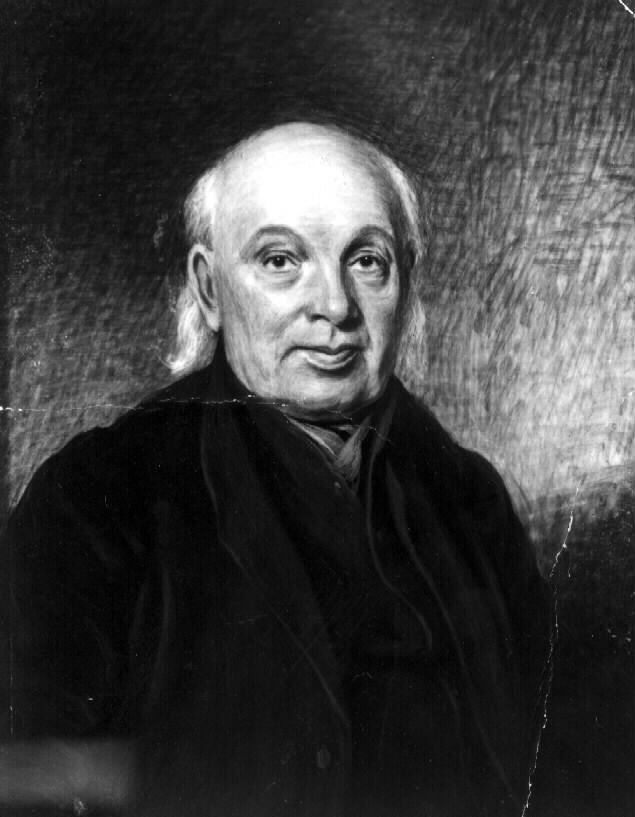

제임스 핀레이슨(James Finlayson: 1772년 8월 29일-1852년 8월 18일)은 스코틀랜드의 기업가다. 핀란드로 이주해 핀레이슨 제면소를 설립하고 1820년대에서 1830년대까지 운영했다. 핀란드 섬유산업의 아버지로 여겨진다.
퀘이커교도로서 소수종파에 대한 차별을 받았다. 고등교육을 받지 못했으나 글래스고의 작업장에서 일하면서 기술을 배워 기계기사가 되었다.
1798년 러시아 제국 상트페테르부르크에 세워진 황립 알렉산드르 제조공장에서 기계장이 되었고 러시아 황제 알렉산드르 1세를 알현도 했다. 당시 영국은 산업기계의 해외 반출을 엄히 금했기에, 산업화를 추진하는 외국에서는 기계를 직접 들여오지 못하는 대신 노하우를 아는 영국 기술자를 초빙하곤 했는데 핀레이슨도 그런 사례였다.
1819년, 핀레이슨은 핀란드로 건너가서 퀘이커 선교를 했다. 같은 해 황제가 탐페레를 방문해 왔다. 핀레이슨은 황제에게 자신과 자기 추종자들의 종교의 자유를 요청했고, 황제가 이것을 허하였다. 법률요건을 충족시키고 원로원에 특권을 불하받은 핀레이슨은 1820년 탐페레에 소면기와 방적기를 제조하는 기계공장을 세웠다. 하지만 기계가 잘 팔리지 않아 악성재고가 되었고, 1823년 핀레이슨은 재고로 쌓인 기계들로 직접 직물을 제조하기로 사업 방향을 바꾸었다. 핀레이슨은 새 원로원에 싼 이자로 대출을 받아낼 수 있었다. 1828년까지는 큰 성공을 거두지 못했지만 그 뒤로는 사업이 잘 풀려 번창했다. 1833년이 되면 핀레이슨 제면소는 방추 640개를 굴리는 큰 공장이 되었다. 신앙심이 깊었던 핀레이슨은 공장 옆에 고아원도 세워 운영했다.
1836년 핀레이슨은 공장을 카를 자무엘 노트베크, 게오르크 아돌프 라우히에게 매각했다. 이후 공장에서 2년간 고문으로 지내다가 스코틀랜드로 귀국했다. 핀레이슨은 떠났지만 공장 이름은 여전히 "핀레이슨"을 칭하여 현재까지 이어지고 있다.
제임스 핀레이슨은 마거릿 핀레이슨과 결혼했지만 슬하에 자식이 없이 죽었다.

## 참고 자료
- Helenius, Kyllikki: Wilhelm von Nottbeck ja Finlayson, Tampere, 2006, ISBN 952-91-8578-2